# Kenneth Hernández
Kenneth Zenón Hernández Álvarez (Iriona, Honduras, 26 de mayo de 1997) es un futbolista hondureño. Juega como defensa central, .

## Selección nacional
Ha sido internacional con la selección de fútbol de Honduras en categoría Sub-17. Hizo parte del equipo que disputó la Copa Mundial de Fútbol Sub-17 de 2013, llevada a cabo en los Emiratos Árabes Unidos. En 2017 fue convocado para disputar el Mundial Sub-20 de Corea del Sur.

### Participaciones en Copas del Mundo
| Mundial                | Sede            | Resultado        | Partidos | Goles |
| ---------------------- | --------------- | ---------------- | -------- | ----- |
| Mundial Sub-17 de 2013 | Emiratos Árabes | Cuartos de final | 1        | 0     |
| Mundial Sub-20 de 2017 | Corea del Sur   | Fase de grupos   | 0        | 0     |

## Clubes
| Club              | País     | Año         |
| ----------------- | -------- | ----------- |
| Victoria          | Honduras | 2015 - 2016 |
| Olimpia           | Honduras | 2017        |
| Vida              | Honduras | 2017 - 2018 |
| Victoria          | Honduras | 2018        |
| Honduras Progreso | Honduras | 2019        |
| Real Sociedad     | Honduras | 2020 - 2021 |
| Victoria          | Honduras | 2021 - 2023 |
| Lobos UPNFM       | Honduras | 2023 - 2024 |
| Oro Verde         | Honduras | 2024 -      |